# محاصره بزابد (کنستانتیوس دوم)

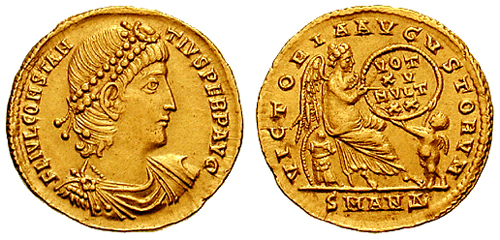
تصاویری از سکه ها ضرب شده به اسم کنستانتیوس

محاصره کنستانتیوس دوم بزابد در سال ۳۶۰ در زابدیسین که در کنترل ساسانیان بود، به رهبری کنستانتیوس دوم رخ داد. نیروهای ساسانی با موفقیت از شهر در برابر حمله رومیان دفاع کردند.
رومی‌ها در همان سال در جریان محاصره‌ای به رهبری شاپور دوم این شهر را از دست داده بودند.